# Chitty Chitty Death Bang
«Chitty Chitty Death Bang» (рус. «Тыц-тыц, смертельный бух») — третья серия первого сезона мультсериала «Гриффины». Премьерный показ состоялся 18 апреля 1999 года на канале FOX. В России премьерный показ состоялся 6 мая 2002 года на канале Рен-ТВ.

## Сюжет
Лоис заказывает столик в ресторане «Чизи Чарли» (Cheesie Charlie), и посылает Питера с Крисом туда внести задаток. Придя в ресторан, Питер по своей глупости теряет забронированные места.
Тем временем Стьюи неверно истолковывает значение своего первого дня рождения, полагая, что за ним вернётся «человек в белом» (который принёс его родителям ровно год назад), чтобы вернуть Стьюи обратно в матку, поэтому малыш собирается съездить в Никарагуа, чтобы нанять там наёмников, которые помогут ему в уничтожении «человека в белом».
Мег знакомится с новой подругой Дженифер.
Питер, опасаясь расстроить Лоис, рассказывает ей, что «„Чиззи Чарли“ — это дурное место», но та ему не верит, но успокаивается после заявления мужа, что тот сам организует незабываемую вечеринку дома.
Тем временем Стьюи уже в аэропорту, но после разговора с охранником решает, что должен встретиться лицом к лицу с «человеком в белом».
Питер решает организовать цирковой парад на заднем дворе своего дома в честь дня рождения сына. При этом он отпускает Мег на вечеринку к новой подруге, чем опять расстраивает Лоис, которая хотела, чтобы вся семья в этот день была в сборе. При этом никто из них не знает, что Мег собирается на «культовую» вечеринку, где все участники совершат групповое самоубийство, выпив отравленный пунш.
Питер останавливает Мег, которая уже собралась выпить стакан отравленного пунша. После горячей беседы Мег решает пойти с Питером на День Рождения Стьюи. Питер приглашает всех участников культа пойти с ним и Мег. Едва выйдя за дверь, Питер оборачивается и обнаруживает там мертвецов (участники успели выпить пунша). Питер делает вывод, что они «мёртвыми притворяются, лишь бы не идти с Мег на вечеринку». Лидер культа обнаруживает, что Мег не выпила отравы, поэтому надевает свой ритуальный белый балахон и идёт в дом Гриффинов. Питер с Мег возвращаются домой как раз к моменту выноса «эротического торта».
Стьюи заманивает в ловушку и убивает лидера культа, приняв того за «человека в белом». В конце эпизода Стьюи загадывает желание: мировую бомбардировку. Но чуть позже он меняет своё желание на всеобщий танец в костюмах диско.

## Создание
Автор сценария: Дэнни Смит
Режиссёр: Доминик Польчино
Приглашённые знаменитости: Джон О’Харли (в роли лидера культа), Вэйлон Дженнингс, Гэри Жанетти, Майк Генри и Патрик Бристоу